# كنت صديقا لديان
كتاب كنت صديقا لديان من تأليف اللواء والكاتب المصري الراحل «ماهر عبد الحميد»، وهو من الكتب الجاسوسية الشيقة الذي يتناول قصة الجاسوس المصري الذي ولد في حيفا، عبد الرحيم قرمان. أخذ منه المسلسل الذي عرض في رمضان عابد كرمان، بعد تحويل اسمه من كنت صديقا لديان كاسم الكتاب إلى عابد كرمان، وتم حذف مشاهد موشيه ديان، وزير الدفاع الإسرائيلي الأسبق.